# 알시파 병원
알시파 병원(아랍어: مستشفى الشفاء)은 팔레스타인 가자 지구 가자 시에 있었던 병원이다. 현재 가자 지구에서 제일 의료 단지이자 중앙 병원이다. 현재 병원장은 무함마드 아부 살미야이다.
팔레스타인 보건부가 토지 및 건물을 소유하고 있다.
원래 영국군 막사였던 이 장소는 1946년 팔레스타인 위임통치령에 의해 의료 시설인 다르 알시파(Dar Al-Shifa) 또는 "치유의 집"으로 변모했다. 이 병원은 이집트의 가자 통치 기간 및 1980년대 이스라엘 정권에 의해 확장되었다. 21세기에 들어 병원은 갈등에 휩싸이게 되었다. 가자 전쟁 동안 언론 보도의 대부분은 병원에서 보도한 특파원에게서 나왔다.
하마스가 이 병원을 군사적으로 이용하는 지에 대한 여부는 논란의 여지가 있다. 2014년 국제앰네스티는 하마스가 팔레스타인 협력자들을 고문하고 살해하기 위해 병원을 이용했다고 비난했다. 2023년 분쟁 중에 이스라엘 정보국은 투옥된 하마스 무장세력이 심문을 통해 하마스가 병원을 군사적으로 이용하고 있음을 인정했다고 밝혔다. 이러한 주장에 대해 병원 관리자와 하마스는 부인하였다.
2023년 11월 3일, 2023년 이스라엘의 가자 지구 침공 중에 이스라엘의 공습으로 알시파 병원에서 출발하는 구급차 호송대가 공격당했다. 팔레스타인 적신월사 측은 이번 공습으로 15명이 사망했다고 밝혔다. 이스라엘 방위군은 성명을 통해 해당 차량이 하마스 테러조직에 의해 사용됐다고 밝혔으나 하마스는 이를 부인했다.
병원 단지 안팎에서 광범위한 총격전이 벌어진 병원에 대한 이스라엘의 두 번째 습격은 2주 후인 2024년 4월 1일에 끝났다. 병원 주변에서 수백 명의 사상자가 발생하면서 병원은 완전히 파괴됐다.